# Янг, Кейден
Ке́йден Кри́стоф Янг (англ. Kadan Christophe Young; 19 января 2006, Англия) — английский футболист, вингер клуба «Астон Вилла».

## Клубная карьера
Кейден Янг начинал заниматься футболом в бирмингемской команде «Финикс Юнайтед» и в 2018 году присоединился к академии «Астон Виллы». 20 января 2023 года подписал свой первый профессиональный контракт с клубом. 2 мая 2024 года попал в заявку основной команды «вилланов» на полуфинальный матч Лиги конференций против греческого «Олимпиакоса», однако на поле не появился. 24 сентября 2024 года дебютировал за «Астон Виллу», выйдя в стартовом составе на матч Кубка Английской лиги против клуба «Уиком Уондерерс».

## Карьера в сборной
Выступал за сборные Англии до 16 и до 18 лет. Вместе со сборной Англии до 17 лет выступал на чемпионате Европы.